# Emanuele Gamba
Emanuele Gamba (Livorno, 17 gennaio 1970) è un attore teatrale e regista teatrale italiano.

## Biografia
Emanuele Gamba è nato a Livorno nel 1970. Dopo essersi diplomato nel 1989 al Liceo Classico "Niccolini e Guerrazzi" di Livorno ha iniziato gli studi presso l'Università degli Studi di Pisa.
Nel 1991 si è diplomato all'accademia Scuola di recitazione Laura Ferretti di Livorno e successivamente ha frequentato alcuni laboratori presso le accademie teatrali Silvia d'Amico, Guildhall School di Londra e l'Istituto Gitis di Mosca.
Dal 1993 fa parte della compagnia teatrale Ars Nova, la quale fa parte della ATI che dal 2010 gestisce il Nuovo Teatro delle Commedie di Livorno. Con essa ha realizzato molti spettacoli anche in collaborazione con l'Istituto Pietro Mascagni di Livorno.
Nel 1995 si è laureato in lettere moderne con una tesi in storia del teatro intitolata Il giullare dal medioevo a Dario Fo. Ha poi frequentato numerosi laboratori teatrali sotto la guida di attori, registi e coreografi come Gabriella Bartolomei, Riccardo Caporossi, Michele Abbondanza e Antonella Bertoni, Ornella D’Agostino, Franco di Francescantonio, Marco Martinelli, Marisa Fabbri e Anatolij Vassiliev. Sempre nel 1995 ha iniziato una carriera come aiuto regista, lavorando ad alcune produzioni di Simona Marchini, Micha Van Hoecke, Marina Bianchi, Franco Ripa di Meana, Alberto Fassini, Hugo de Ana, Federico Tiezzi, Jonathan Miller, Chris Kraus e Bob Wilson.
Nel 1997 ha incontrato per la prima volta il regista Daniele Abbado con il quale ha realizzato molti spettacoli, sia di prosa sia di lirica, in teatri sia italiani sia esteri.
Nel 2010 ha collaborato come aiuto regista e regista residente a I promessi sposi - Opera moderna di Michele Guardì. Dopodiché ha diretto altre produzioni di musical, fra cui Spring Awakening, al quale ha atteso dal 2013 al 2015.
Tiene molti corsi teatrali presso scuole elementari, medie e superiori in Toscana. Dal 2000 al 2010 ha svolto il ruolo di direttore artistico presso lo Spazio Giovani Fuoricentro di Livorno. Ha inoltre insegnato per due anni presso il Conservatorio Benedetto Marcello di Venezia.
Dal 2020 è direttore artistico del Teatro Goldoni, ruolo per cui era già stato candidato nel 2014.

## Produzioni come aiuto regista
Ha lavorato con diversi registi alle seguenti produzioni:
- Con Alberto Fassini, ha lavorato a La bohème di Giacomo Puccini
- Con Bob Wilson, ha lavorato a L.A. Story
- Con Chris Kraus, ha lavorato al Fidelio di Ludwig van Beethoven
- Con Federico Tiezzi, ha lavorato all'Iris di Pietro Mascagni
- Con Franco Ripa di Meana, ha lavorato a Il ritorno di Ulisse in patria di Claudio Monteverdi e Il tempo sospeso del volo di Nicola Sani
- Con Hugo de Ana, ha lavorato alla Carmen di Georges Bizet
- Con Jonathan Miller, ha lavorato all'Arianna a Nasso di Richard Strauss
- Con Marina Bianchi, ha lavorato al Brundibár di Hans Krása
- Con Micha Van Hoecke, ha lavorato all'Orfeo ed Euridice di Christoph Willibald Gluck e a La Gioconda di Amilcare Ponchielli
- Con Michele Guardì, ha lavorato a I promessi sposi - Opera moderna
- Con Simona Marchini, ha lavorato all'opera Amico Fritz di Pietro Mascagni

### Con Daniele Abbado
Dopo l'incontro con il regista Daniele Abbado, avvenuto nel 1997, Emanuele Gamba ha collaborato con lui alle seguenti produzioni:
- Così fan tutte di Wolfgang Amadeus Mozart
- Mozart, le fataliste di Daniele Abbado.
- Don Giovanni di Wolfgang Amadeus Mozart
- Fidelio di Ludwig van Beethoven
- Pollicino di Hans Werner Henze
- Un continuo movimento, uno strano equilibrio di Rocco D’Onghia
- Freischütz di Carl Maria von Weber
- Macbeth di Giuseppe Verdi
- Miracolo a Milano, liberamente tratto da Totò il buono di Cesare Zavattini e da Miracolo a Milano di Vittorio De Sica con musica di Giorgio Battistelli
- The Rape of Lucretia di Benjamin Britten
- Zarathustra di Daniele Abbado (tratto dal libro Così parlò Zarathustra del filosofo Nietzsche)
- Patto di sangue di Matteo D'Amico
- Madama Butterfly di Giacomo Puccini
- Jr Butterfly di Shigeaki Saegusa
- Marin Faliero di Gaetano Donizetti

## Produzioni come regista

### Prosa
- Le smanie per la villeggiatura di Carlo Goldoni
- Il re muore di Eugène Ionesco
- La guerra spiegata ai poveri di Ennio Flaiano
- La macchina infernale di Jean Cocteau
- Odissea da Omero
- Hamlet da Jules Laforgue
- Alice di Lewis Carroll, Walt Disney e Gilles Deleuze
- K Studio muto tratto da La metamorfosi di Franz Kafka
- Angels in America di Tony Kushner
- Calderòn di Pier Paolo Pasolini
- Il diario di Anna Frank
- Cappello di ferro tratto dalle lettere che il soldato Giuseppe Serpone ha mandato dalla trincea
- Truman Capote. Questa cosa chiamata amore di Massimo Sgorbani, opera ispirata alla vita di Truman Capote, interpretato da Gianluca Ferrato. Lo spettacolo è stato replicato al Teatro Gobetti di Torino.[5]
- Gioachino, la gazza e il bambino di Francesco Niccolini[6]
- Emily Dickinson – Vertigine in altezza di Valeria Moretti, ispirato alla vita di Emily Dickinson, interpretata da Daniela Poggi[7]
- Enola Gay, tratto da diverse fonti riguardo al lancio della bomba atomica su Hiroshima
- Bartleby lo scrivano (con Leo Gullotta)[8] e Moby Dick tratti dagli omonimi romanzi di Herman Melville
- Il lupo mannaro, parole e note di Boris Vian, tratto dall'opera Le Loup-garou di Boris Vian[9]
- Il mio nome è Tempesta. Il delitto Matteotti  di Carmen Sepede

### Lirica
- Silvano di Pietro Mascagni
- Cavalleria rusticana di Pietro Mascagni
- Pagliacci di Ruggero Leoncavallo
- Madama Butterfly di Giacomo Puccini
- Amica di Pietro Mascagni
- Il crollo di casa Usher di Federico Favali
- Il fagiuolo magico di Giacomo Riggi, tratto dal racconto Jack e la pianta di fagioli
- Il matrimonio segreto di Domenico Cimarosa (direttore d'orchestra: Andrea Palmacci)
- La duchessa di Chicago[10] di Emmerich Kálmán
- Il paese dei campanelli[11] di Carlo Lombardo e Virgilio Ranzato

### Musical
- Across the Universe, spettacolo ispirato al mondo musicale dei Beatles
- Spring Awakening di Duncan Sheik e Steven Sater
- Musica ribelle di Francesco Niccolini con musiche di Eugenio Finardi.[12]
- Le disavventure di Pinocchio, ispirato al romanzo Le avventure di Pinocchio. Storia di un burattino di Carlo Collodi.[13]
- Dorian Gray, la bellezza non ha pietà, tratto dal romanzo Il ritratto di Dorian Gray di Oscar Wilde e prodotto dallo stilista francese Pierre Cardin (lo spettacolo è stato replicato al teatro La Fenice di Venezia)[14]
- Viktor und Viktoria di Giovanna Gra e con Veronica Pivetti, tratto dall'omonimo film di Reinhold Schünzel[15]